# Matthias Montag
Matthias Montag (* 1974 in Heilbad Heiligenstadt) ist ein deutscher Medienmanager. Seit August 2022 arbeitet er in der Chefredaktion des Mitteldeutschen Rundfunks mit dem Verantwortungsbereich Plattformstrategie und Portfolio. Zuvor war er Gründungsgeschäftsführer der Innovations- und Digitalagentur (ida) GmbH und Redaktionsleiter Digital bei KiKA.

## Werdegang
Bereits während seiner Schulzeit arbeitete Matthias Montag als freier Journalist und Moderator bei unterschiedlichen Medien (u. a. Thüringer Tageblatt, Thüringer Rundfunk, Antenne Thüringen). Als "Thüringen Reporter" berichtete er für Landeswelle Thüringen und arbeitete als Moderator für den Sender. Für teutoTELE im Auftrag von RTL berichtete er aus dem mitteldeutschen Raum. 
Von 2005 bis 2010 war er sowohl in der Beteiligungsholding RTL Radio Deutschland, als auch in der Programmdirektion von 105’5 Spreeradio tätig. 2006 verantwortete er als Redaktionsleiter zudem die nationale Hörfunkberichterstattung der Fußball-WM für ein Konsortium privater Radiostationen.
Von Mai 2010 bis Juni 2013 war Matthias Montag Programmdirektor der BCS Broadcast Sachsen und damit verantwortlich u. a. für die Programme Hitradio RTL, Radio Leipzig, Radio Dresden. In dieser Zeit wurden die sächsischen Lokalradios erstmals privater Radio-Marktführer.
Im Auftrag des Mitteldeutschen Rundfunks bahnte Matthias Montag 2019 die Gründung der Innovations- und Digitalagentur (ida) GmbH – einem Joint Venture zwischen dem MDR und dem ZDF – an und wurde im Mai 2020 deren Gründungsgeschäftsführer. Seit Januar 2025 ist Deutschlandradio ebenfalls Gesellschafter der Agentur.
Seit August 2022 ist er Mitglied der MDR-Chefredaktion.

## Publizistische Arbeit
Aufgewachsen ist Matthias Montag im ehemaligen Grenzgebiet der DDR. In dem ARD-Podcast "Wendehausen - Heimat im Todesstreifen" beleuchtet er gemeinsam mit dem Journalisten Eberhard Nembach (Hessischer Rundfunk) diesen Komplex deutsch-deutscher Geschichte.
Neben seiner Arbeit an der Schnittstelle von Technologie und Journalismus engagiert sich Matthias Montag auch im Bereich "regionaler Journalismus" und betrieb zeitweise das lokale Webportal muldental-nachrichten.de als Experimentierfeld für lokalen Journalismus.
In seiner Zeit als Redaktionsleiter Digital bei KiKA entstand unter seiner Verantwortung die erste deutschsprachige Mediathek für Kinder, der KiKA-Player.
Von 2003 bis 2005 arbeitete er als Dozent an der Hochschule Mittweida im Fach "Redaktionelles Arbeiten".